# Axel-Eggebrecht-Preis
Der Axel-Eggebrecht-Preis wurde 2006 von der Medienstiftung der Stadt- und Kreissparkasse Leipzig gestiftet. Mit diesem Radio-Feature-Preis soll in Erinnerung an den Featureautor Axel Eggebrecht das Œuvre von Autoren gewürdigt werden, die sich „um das Hörfunk-Feature verdient gemacht haben“.
Der Axel-Eggebrecht-Preis ist mit 10.000 Euro dotiert und wurde bis 2020 alle zwei Jahre im Wechsel mit dem gleichzeitig gestifteten Günter-Eich-Preis (für ein Hörspiel-Œuvre) verliehen. Seit 2021 wird der Axel-Eggebrecht-Preis alle zwei Jahre gemeinsam mit dem Günter-Eich-Preis verliehen.
Der derzeitigen Jury gehören Ulrike Toma (NDR, Juryvorsitz), Leslie Rosin (WDR) und Linde Rotta an.
Der erste Preisträger war 2008 der in Fulda lebende Featureautor Helmut Kopetzky. 2010 ging der Preis an die „österreichischen Radiopioniere“ Richard Goll und Alfred Treiber, 2012 an den Saarbrücker Feature-Autor Friedrich Schütze-Quest. Außerdem wurde in diesem Jahr ein ebenfalls mit 10.000 Euro dotierter Axel-Eggebrecht-Ehrenpreis an Peter Leonhard Braun verliehen. 2014 erhielt Paul Kohl den Axel-Eggebrecht-Preis. Ihm folgte 2016 die Feature-Autorin Margot Overath. Der österreichische Feature-Autor Alfred Koch ist der Axel-Eggebrecht-Preisträger des Jahres 2018. 2021 wurde Walter Filz, Leiter der Redaktion Hörspiel und Feature beim SWR, mit dem Axel-Eggebrecht-Preis ausgezeichnet und 2022 der Berliner Feature-Autor Lorenz Rollhäuser.

## Preisträger
- 2008 Helmut Kopetzky
- 2010 Richard Goll und Alfred Treiber
- 2012 Friedrich Schütze-Quest
- 2012 Peter Leonhard Braun (Ehrenpreis)
- 2014 Paul Kohl
- 2016 Margot Overath[1]
- 2018  Alfred Koch
- 2021 Walter Filz
- 2022 Lorenz Rollhäuser[2]
- 2023 nicht vergeben
- 2024 Franziska Sophie Dorau[3]